# Казола ди Наполи
Ка̀зола ди На̀поли (на италиански: Casola di Napoli; на неаполитански: Casola e' Napule, Казола е' Напулъ) е малко градче и община в Южна Италия, провинция Неапол, регион Кампания. Разположено е на 170 m надморска височина. Населението на общината е 3864 души (към 2010 г.).